# FreeDOS
FreeDOS er et styresystem, der stræber mod at være 100% kompatibelt med MS-DOS. FreeDOS er fri og åben source software med undtagelse af nogle få utils. Det kører på IBM PC kompatible computere.
Projektet begyndte den 28. juni 1994 som et svar på at Microsoft ikke længere ville sælge eller yde support på MS-DOS. 12 år efter, den 3. september 2006, blev version 1.0 frigivet.
FreeDOS bliver nogle gange distribueret med pc-systemer, når der er krav om at disse sælges med et pre-installeret operativsystem.